# 经济学方法
经济学方法（Economic Methodology），一般指研究或者应用经济学时采用的各类方法。主要包括数学方法、计量方法、历史方法、公理化与形式化方法等等。

## 数学方法
- 拓扑学
- 博弈论（对策论）
- 线性规划
- 非线性规划
- 微分方程
- 动态规划
- 概率论
- 数理统计

## 计量方法
一般回归分析 - 时间序列分析 - 经济预测模型
- Düppe, T. (2011). How Economic Methodology Became a Separate Science （页面存档备份，存于）, Journal of Economic Methodology, 18 (2): 163-176.